# Арч Паддінгтон
Арч Паддінгтон (англ. Arch Puddington) — американський журналіст, публіцист і правозахисник; заступник директора нью-йоркського бюро Радіо Свобода та Радіо «Вільна Європа» (з 1985 по 1993), віце-президент з досліджень міжнародної правозахисної організації Freedom House.
Його головні інтереси як публіциста: міжнародні відносини, міжрасові відносини, організація профспілок та холодна війна. Країни, які в головному фокусі його інтересів, це Сполучені Штати, Ізраїль, Китай та Росія.
Він навчався в Університеті Міссурі та Колумбійському університеті і отримав ступінь бакалавра в області англійської літератури.

## Книги
- A. Puddington. Failed Utopias: Methods of Coercion in Communist Regimes. -  Edition Ics Pr, 1988. - 245 p. ISBN 1558150102
- A. Puddington. Broadcasting Freedom: The Cold War Triumph of Radio Free Europe and Radio Liberty. - Publ.: The University Press of Kentucky, 2000. - 288 p. ISBN 0813121582
- A. Puddington. Freedom in the World: The Annual Survey of Political Rights and Civil Liberties
- A. Puddington. Lane Kirkland: Champion of American Labor. - John Wiley & Sons, 2005. - 352 p. ISBN	9780471416944
- A. Puddington, J. Kelly, T. Melia. Today's American: How Free? - Rowman & Littlefield Publishers, 2008. ISBN 0742562905 / 9780742562905